# Java (São Tomé)
Java é uma aldeia de São Tomé e Príncipe, localiza-se no distrito de Mé-Zóchi, ilha de São Tomé, próxima às localidades de Santa Adelaide e de Abade.